# Estanislau Sangrà i Font
Estanislau Sangrà Font (Andorra la Vella, 1927 - Escaldes-Engordany, 17 de març de 2022) fou un polític i home de negocis andorrà. Síndic General d'Andorra entre els anys 1978 i 1982, va ser l'últim Síndic General amb poder executiu abans de la creació del càrrec de cap de Govern. També fou conseller general entre els anys 1968 i 1989.

## Biografia
Estanislau Sangrà va néixer l'any 1927 a Cal Muntanya de les Escaldes, llavors encara part de la parròquia d'Andorra la Vella, descendent dels propietaris fundadors de l'hotel Muntanya. L'any 1958 fou elegit membre del quart d'Escaldes-Engordany, llavors part del Comú d'Andorra la Vella, per a un mandat de quatre anys. El 23 d'octubre de 1961 casà amb la catalana Francina Cardona i Puigcercós, amb qui tingué sis fills; el seu fill, Estanislau Sangrà Cardona, fou ministre en el gabinet presidit per Marc Forné Molné, de la UL i, dues filles, Meritxell Sangrà Cardona i Francina Sangrà Cardona, ambdues conselleres i cònsol menor del comú d'Escaldes-Engordany.
Fou elegit conseller general per primera vegada a les eleccions generals de 1967, prenent possessió del càrrec l'1 de gener de 1968. Durant aquest primer mandat, Sangrà fou un ferm defensor de la creació de la Caixa Andorrana de Seguretat Social (CASS), creada el mateix any, i del sufragi femení, aprovat el 1969. Sangrá fou reelegit conseller general a les eleccion generals de 1973 per al període 1974-1978 i a les eleccions de 1978, ja per la recentment creada parròquia d'Escaldes-Engordany, per l'establiment de la qual treballà molt i fou un dels majors promotors.
Després de ser elegit conseller general a les eleccions parcials de 1978, celebrades per la creació de la nova parròquia d'Escaldes-Engordany, l'any 1979 fou elegit Síndic General per unanimitat del Consell General. Com ja s'ha dit, fins a la creació del càrrec de Cap de Govern d'Andorra el 1982, el Síndic General era exercia la caporalia de govern i el poder executiu; Sangrà fou el darrer Síndic General amb aquests poders. Durant el seu mandat l'acompanyà com a subsíndic Enric Paris Torres, d'Encamp. Com a Síndic General, acabà amb l'anomenada 'guerra de les ones' en no renovar les llicències a Sud Ràdio i Ràdio Andorra creant el 1981 l'Entitat Nacional de Radiodifusió (ENAR) precursora de l'actual Ràdio i Televisió d'Andorra (RTVA), edificà l'edifici administratiu del govern i, preocupat per la manca d'institucions modernes d'estat i la separació de poders, s'adreçà demanant consell a l'aleshores canceller d'Àustria, Bruno Kreisky. Aquest li recomanà l'assistència del professor i jurista vienès Karl Zemanek, qui elaborà l'informe Zemanek, on s'aconsellava la creació d'un estat andorrà modern amb unes institucions democràtiques.
Sangrà va ser elegit per un últim mandat al Consell General en les eleccions generals del 1985, per a les quals es presentà a la circumscripció electoral d'Escaldes-Engordany, com a candidat favorable a Josep Pintat Solans, derrotant la llista d'Òscar Ribas Reig. Després de sortir del Consell General, Sangrà continuà en política i fou un dels fundadors del Grup d'Acció Democràtica (GAD) i posteriorment la Unió Liberal (UL). A més dels càrrecs abans esmentats, durant la seva vida, Estanislau Sangrà va ser president de la mútua d'aigües potables del riu Madriu i del patronat del rec del Solà d'Engordany. L'any 2016 l'Associació d'exsíndics i exconsellers generals (AESCO) i el Consell General van homenatjar-lo per la seva trajectòria. Estanislau Sangrà finà, als 95 anys, el 17 de març de 2022; el funeral tingué lloc el 19 de març a Sant Pere Màrtir d'Escaldes. L'any 2024, correus espanyols van emetre una sèrie de 45.000 segells dedicats a Estanislau Sangrà.